# Championnat d'Islande de football 1990
Navigation
Saison précédente Saison suivante
La saison 1990 du Championnat d'Islande de football était la 79e édition de la première division islandaise. Les 10 clubs jouent les uns contre les autres lors de rencontres disputées en matchs aller et retour.
Le KA Akureyri, tenant du titre, a tenté de le conserver face aux neuf meilleurs clubs du pays. Pour la première fois de son histoire, le Stjarnan Gardabaer participe au championnat de première division.
C'est le Fram Reykjavik qui termine en tête du championnat et remporte le 18e titre de champion d'Islande de son histoire. Le club devance grâce à une meilleure différence de buts le KR Reykjavik, revenu à son meilleur niveau après plusieurs saisons décevantes ainsi que l'un des deux promus, l'ÍBV Vestmannaeyjar qui finit 3e, à 2 points du duo de tête. Le champion d'Islande sortant, le KA AKureyri, échappe pour 1 point à la relégation en 2. Deild.
En bas de classement, le þor Akureyri descend dès la fin de la saison en 2. Deild, tout comme l'ÍA Akranes.

## Les 10 clubs participants
| \| Reykjavik : · Valur - KR - Fram - Vikingur Akureyri : · þor - KA ÍA Akranes FH Hafnarfjörður Stjarnan Gardabaer ÍBV Vestmannaeyjar \| Clubs participants |
| Reykjavik : · Valur - KR - Fram - Vikingur Akureyri : · þor - KA ÍA Akranes FH Hafnarfjörður Stjarnan Gardabaer ÍBV Vestmannaeyjar                          |

| Club               | Classement 1989 | Stade            | Ville          |
| ------------------ | --------------- | ---------------- | -------------- |
| ÍA Akranes         | 6               | Akranesvöllur    | Akranes        |
| Fram Reykjavik     | 3               | Laugardalsvöllur | Reykjavik      |
| FH Hafnarfjörður   | 2               | Kaplakrikavöllur | Hafnarfjörður  |
| ÍBV Vestmannaeyjar | 2. Deild        | Hásteinsvöllur   | Vestmannaeyjar |
| KA Akureyri        | 1               | Akureyrarvöllur  | Akureyri       |
| Stjarnan Gardabaer | 2. Deild        | Stjörnuvöllur    | Garðabær       |
| KR Reykjavik       | 4               | KR-völlur        | Reykjavik      |
| þor Akureyri       | 7               | Akureyrarvöllur  | Akureyri       |
| Valur Reykjavik    | 5               | Laugardalsvöllur | Reykjavik      |
| Vikingur Reykjavik | 8               | Laugardalsvöllur | Reykjavik      |

## Compétition

### Classement
Le barème de points servant à établir le classement se décompose ainsi :
- Victoire : 3 points
- Match nul : 1 point
- Défaite : 0 point

| Rang | Équipe               | Pts | J  | G  | N | P  | Bp | Bc | Diff |
| ---- | -------------------- | --- | -- | -- | - | -- | -- | -- | ---- |
| 1    | Fram Reykjavik       | 38  | 18 | 12 | 2 | 4  | 39 | 16 | +23  |
| 2    | KR Reykjavik         | 38  | 18 | 12 | 2 | 4  | 31 | 17 | +14  |
| 3    | ÍBV Vestmannaeyjar P | 37  | 18 | 11 | 4 | 3  | 39 | 32 | +7   |
| 4    | Valur Reykjavik C    | 33  | 18 | 10 | 3 | 5  | 29 | 21 | +8   |
| 5    | Stjarnan Gardabaer P | 26  | 18 | 8  | 2 | 8  | 25 | 27 | -2   |
| 6    | FH Hafnarfjörður     | 23  | 18 | 7  | 2 | 9  | 24 | 29 | -5   |
| 7    | Vikingur Reykjavik   | 19  | 18 | 4  | 7 | 7  | 17 | 24 | -7   |
| 8    | KA Akureyri T        | 16  | 18 | 5  | 1 | 12 | 18 | 28 | -10  |
| 9    | Þor Akureyri         | 15  | 18 | 4  | 3 | 11 | 13 | 24 | -11  |
| 10   | ÍA Akranes           | 11  | 18 | 3  | 2 | 13 | 19 | 36 | -17  |

|  | Qualifié pour la Coupe d'Europe des clubs champions 1991-1992 |
|  | Qualifié pour la Coupe des Coupes 1991-1992                   |
|  | Qualifié pour la Coupe UEFA 1991-1992                         |
|  | Relégation en 2. Deild                                        |

### Matchs
| Résultats (▼dom., ►ext.)                                   | þor | Val | KR  | Gard | ÍBV | Fram | Akr | KA  | FH  | Vik |
| Þor Akureyri                                               |     | 1-2 | 1-2 | 0-2  | 0-1 | 0-0  | 0-1 | 2-1 | 1-2 | 4-1 |
| Valur Reykjavik                                            | 0-0 |     | 2-1 | 0-1  | 4-1 | 1-2  | 1-0 | 2-0 | 2-0 | 1-1 |
| KR Reykjavik                                               | 2-0 | 3-0 |     | 1-0  | 0-1 | 0-1  | 2-0 | 2-0 | 3-2 | 2-1 |
| Stjarnan Gardabaer                                         | 3-0 | 2-1 | 1-3 |      | 1-1 | 1-6  | 2-0 | 1-3 | 0-1 | 1-0 |
| ÍBV Vestmannaeyjar                                         | 2-0 | 2-4 | 2-2 | 4-3  |     | 0-4  | 2-1 | 4-2 | 2-1 | 2-2 |
| Fram Reykjavik                                             | 1-0 | 3-2 | 3-0 | 1-3  | 3-4 |      | 4-0 | 4-0 | 2-2 | 0-1 |
| ÍA Akranes                                                 | 3-1 | 2-3 | 1-3 | 0-0  | 3-4 | 0-2  |     | 2-1 | 2-3 | 0-2 |
| KA Akureyri                                                | 1-2 | 0-1 | 0-1 | 0-3  | 1-1 | 0-1  | 2-1 |     | 4-0 | 2-0 |
| FH Hafnarfjörður                                           | 0-1 | 0-1 | 1-3 | 5-1  | 1-2 | 2-1  | 2-1 | 1-0 |     | 1-1 |
| Vikingur Reykjavik                                         | 0-0 | 2-2 | 1-1 | 1-0  | 0-4 | 0-1  | 2-2 | 0-1 | 2-0 |     |
| - Victoire à domicile - Match nul - Victoire à l'extérieur |     |     |     |      |     |      |     |     |     |     |

## Bilan de la saison
| Tableau d'Honneur                 |                 |
| Compétition                       | Vainqueur       |
| Championnat d'Islande de football | Fram Reykjavik  |
| Coupe d'Islande de football       | Valur Reykjavik |
| Supercoupe d'Islande de football  | KA Akureyri     |

| Qualifications européennes                   |                 |
| Coupe d'Europe des clubs champions 1991-1992 | Qualifié        |
| 1er tour                                     | Fram Reykjavik  |
| Coupe des Coupes 1991-1992                   | Qualifié        |
| 1er tour                                     | Valur Reykjavik |
| Coupe UEFA 1991-1992                         | Qualifié        |
| 1er tour                                     | KR Reykjavik    |

| Promotion et relégation |                                   |
| Relégués en 2. Deild    | þor Akureyri ÍA Akranes           |
| Promus en 1. Deild      | Breiðablik Kopavogur Víðir Garður |

## Meilleurs buteurs
| # | Buteurs             | Clubs              | Nb de Buts |
| - | ------------------- | ------------------ | ---------- |
| 1 | Hordur Magnusson    | FH Hafnarfjörður   | 13         |
| 2 | Guðmunður Steinsson | Fram Reykjavik     | 10         |
| 2 | Ragnar Margeirsson  | KR Reykjavik       | 10         |
| 4 | Hlynur Stefansson   | ÍBV Vestmannaeyjar | 9          |